# 奥里萨共产党
奥里萨共产党（英語：Odisha Communist Party）是印度奥里萨邦的一个共产主义政党。该党成立于1990年代初，分裂自印度共产党（马克思主义）。该党的领袖是Ajeya Rout。该党曾是印度共产主义者和民主社会主义者联盟的成员。